# Forbundsdagsvalget 1969
Valget i Tyskland 1969 var valget til den sjette tyske Forbundsdag og blev afholdt den 28. september det år. Som følge af valget forlod SPD storkoalitionen med CDU/CSU og dannede regering under Willy Brandt sammen med FDP. Brandt var SPDs første kansler siden mellemkrigstiden.

## Resultater
|  | Parti  | Partilistestemmer | Procent (ændring) | Procent (ændring) | Pladser (ændring) | Pladser (ændring) | Procent af pladser |
|  | ------ | ----------------- | ----------------- | ----------------- | ----------------- | ----------------- | ------------------ |
|  | SPD    | 14 065 716        | 42,7 %            | +3,4 %            | 224               | +22               | 45,2 %             |
|  | CDU    | 12 079 535        | 36,6 %            | −1,4 %            | 193               | −3                | 38,9 %             |
|  | CSU    | 3 115 652         | 9,4 %             | −0,2 %            | 49                | ±0                | 9,9 %              |
|  | FDP    | 1 903 422         | 5,8 %             | −3,7 %            | 30                | −19               | 6,0 %              |
|  | NPD    | 1 422 010         | 4,3 %             | +2,3 %            | 0                 | ±0                | 0,0 %              |
|  | Andre  | 379 689           | 1,2 %             |                   | 0                 |                   | 0,0 %              |
|  | Totalt | 32 966 024        | 100,0 %           |                   | 496               | ±0                | 100,0 %            |

Valgdeltagelsen var på 86,7 %.